# Fliegerstaffel 7

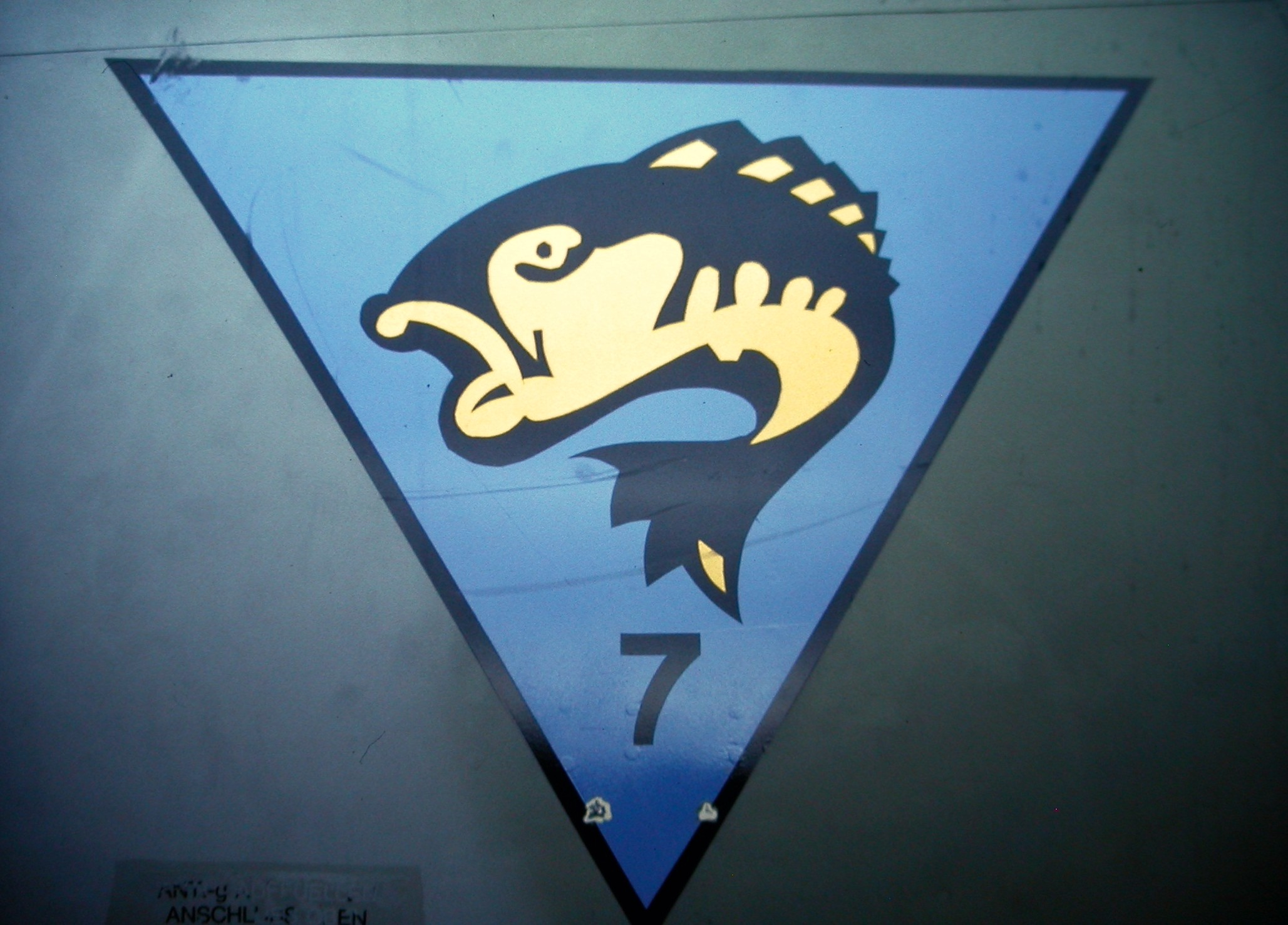
Emblem der Staffel 7 auf einem Hunter Flugzeug

Die Fliegerstaffel 7 war eine bei ihrer Auflösung im Jahr 1994 mit Hawker Hunter Kampfflugzeugen ausgerüstete Fliegerstaffel der Schweizer Luftwaffe. Ihre Heimatbasis war zu jenem Zeitpunkt der Militärflugplatz Meiringen. Die Fliegerstaffel 7 trug als Wappen eine springende schwarz-gelbe Forelle auf dunkelblauem Hintergrund. Das Abzeichen selbst war ein gleichschenkliges Dreieck mit einem Schwarzen Rand das auf der Spitze stand. Die Forelle hatte den Namen Jaqueline.

## Geschichte

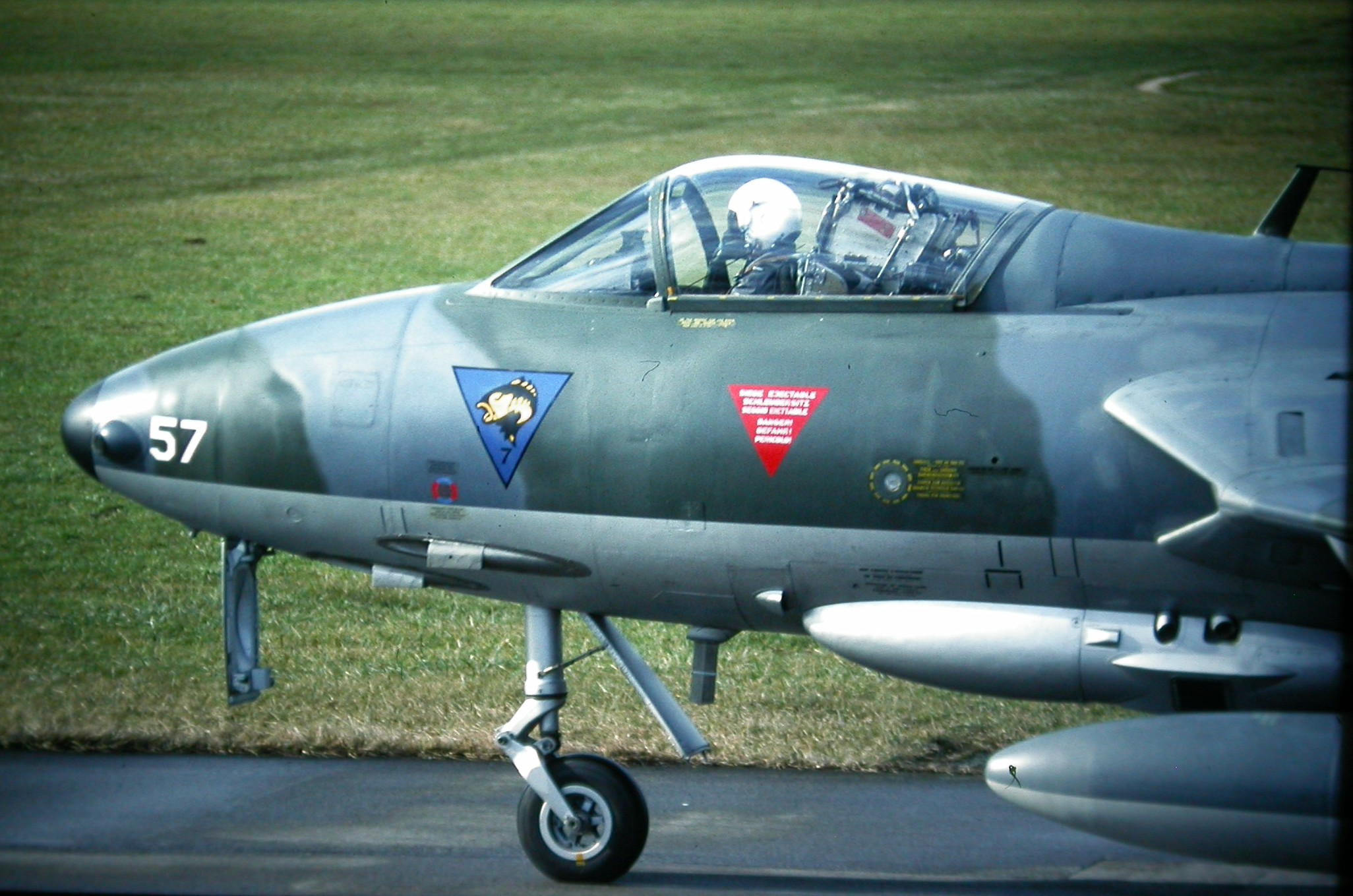
Ein Hunter rollt zum Start; eine Maschine mit einem Emblem der Staffel 7 wurde nicht zwingend von einem Piloten dieser Staffel geflogen.

Die Gründung erfolgte 1925 unter der Bezeichnung Fliegerkompanie 7. Zum Einsatz kamen 1937 erst die Flugzeugtypen Fokker CV und Potez. 
1940 wurden diese durch die neuen Messerschmitt Me 109 ersetzt, diese blieben bis 1947 im Einsatz, wobei 1945 die die Piloten in die Fliegerstaffel 7 eingeteilt wurden.
Von 1951 bis 1973 nutzte die Fliegerstaffel 7 das Jetflugzeug De Havilland DH.100 Vampire. Dies zusammen mit der De Havilland DH.112 Venom, die von 1963 bis 1974 bei der Fliegerstaffel 7 in Gebrauch war. Von 1975 bis 1983 war die Fliegerstaffel 7 mit der Hawker Hunter in Meiringen stationiert. Von 1984 bis 1991 war die Fliegerstaffel 7 immer noch mit Hawker Hunter auf dem Militärflugplatz Interlaken zuhause. Zum Anlass von 14 Jahren Hawker Hunter bei der Fliegerstaffel 7 und 75 Jahre Fliegertruppe im Jahr 1989 erhielt die Maschine J-4007 die Bemalung Blue Hunter: Das Flugzeug erhielt eine Lackierung in den Staffelfarben Blau & Gelb. Das Flugzeug war dabei grösstenteils in Blau gehalten, wobei es über den Lufteinläufen und am Heck zum Triebwerksauslass gelbe Bänder hatte, die die aerodynamische Formgebung des Hunters gut zur Geltung brachten. Auch die Zusatztanks unter den Flügeln erhielten eine blaue Oberseite. In den Jahren 1992 und 1993 leistete die Staffel mit demselben Flugzeugtyp ihren Dienst nun im Tessin auf ihrem Kriegsflugplatz in Ambri.
Im Jahr 1994 war die Fliegerstaffel 7 mit dem Hawker Hunter wieder auf dem Militärflugplatz Meiringen zuhause. Noch im Jahr 1994 wurden die Hawker Hunter ausser Dienst gestellt und die Fliegerstaffel 7 aufgelöst.

## Flugzeuge
- Fokker CV
- Potez 25
- Messerschmitt Bf 109
- de Havilland DH.100 Vampire
- de Havilland DH.112 Venom
- Hawker Hunter

## Belege
- Hermann Keist FlSt7
- Christophe Donnet: Hunter fascination. Schück, Adliswil 1995, ISBN 3-9520906-0-3